# Герасимчук Петро Олександрович
 Петро Олександрович Герасимчук (29 листопада 1963, м. Тернопіль) — український вчений в галузі медицини.

## Освіта
Герасимчук Петро Олександрович закінчив середню школу в 1980 році. В 1986 році вступив у Тернопільський медичний інститут.
З 1987 по 1990 роки, закінчивши інститут та інтернатуру, працював в Шумській районній лікарні лікарем-хірургом. У 1990 році вступив до клінічної ординатури. В 1992 році після закінчення ординатури працював старшим лаборантом. Асистентом кафедри загальної хірургії Тернопільського медичного інституту почав працювати в 1993 році.
У професора В. О. Шідловського захистив кандидатську дисертацію на тему «Функціонування вилочкової залози та імунні реакції у хворих на ендемічний зоб та тиреоїдит Хашимото на етапах хірургічного лікування». Звання доцента кафедри загальної хірургії отримав в 2003 році. Під керівництвом професора М. О. Ляпіса в 2004 році захистив докторську дисертацію на тему «Синдром стопи діабетика. Клініка, діагностика, лікування». Науковий ступінь доктора медичних наук отримав в 2005 році, а в 2006 році — вчене звання професора кафедри.
Кафедру військово-польової та амбулаторної хірургії Тернопільського державного медичного університету очолював у період з 2014 по 2015 роки. У 2015 році став працювати професором кафедри малоінвазивної та загальної хірургії того ж навчального закладу.

## Наукові публікації
Герасимчук Петро Олександрович є автором та співавтором 129 друкованих робіт, серед яких 2 монографії, 1 методична рекомендація та 121 робота науково-методичного спрямування. Також професор у своєму доробку має 1 деклараційний патент на винахід та 4 патенти України на корисну модель в галузі медицини.

## Наукові інтереси
- Гостра та планова хірургія органів черевної порожнини;
- гнійно-септична хірургія;
- синдром діабетичної стопи[2].